# Cherchez la femme (Marina Barone)
Cherchez la femme è il secondo album di Marina Barone, pubblicato e prodotto nei primi mesi del 1989 in formato LP, CD e musicassetta da Duck Record e distribuito dalla Dischi Ricordi.

## L'album
Primo disco in veste di cantautrice dopo l'esperienza "Tukano"; Come suggerisce il titolo è un invito a "cercare la donna",a cercare la nuova donna (artista, amica, moglie, amante, madre) che si presenta appunto, nei vari brani, con questo album.
Con un brano in esso contenuto, Grazie amore, l'artista partecipa alle selezioni di Aspettando Sanremo, trasmissione televisiva che permetteva di accedere alla categoria emergenti della trentanovesima edizione del Festival di Sanremo. Viene pubblicato di conseguenza un 45 giri estratto dall'album, che contiene nel lato A Grazie amore e nel lato B il brano Io ti ho incontrato.
Nel 1990 il disco viene pubblicato in Giappone dall'etichetta King Records. La Barone nella primavera dello stesso anno tiene una tournée promozionale in Giappone.
L'album è attualmente in vendita in formato mp3. Tra i musicisti è presente anche Silvio Amato, divenuto poi autore delle sigle televisive (come ad esempio Game Boat, TG4 e molte altre).

## Tracce
Lato A
1. Cherchez la femme – 3:28 (testo: Marina Barone – musica: Alfio Santonocito, Emanuele Pirrello)
2. Grazie amore – 3:42 (testo: Marina Barone – musica: Alfio Santonocito, Giuseppe Bongiardo, Bruno Bergonzi)
3. Ti senti uomo – 4:45 (testo: Marina Barone – musica: Alfio Santonocito, Giuseppe Bongiardo)
4. Cara amica mia – 3:54 (testo: Marina Barone – musica: Emanuele Pirrello, Silvio Amato, Alfio Santonocito)
5. Ali – 3:07 (testo: Marina Barone – musica: Silvio Amato, Gisella Cozzo)

Durata totale: 18:56
Lato B
1. Io ti ho incontrato – 3:43 (testo: Marina Barone – musica: Emanuela Franceschini, Alfio Santonocito)
2. Mentirsi un momento – 4:15 (testo: Marina Barone – musica: Bruno Bergonzi)
3. Quel che ti darò – 3:46 (testo: Marina Barone – musica: Franco Muggeo)
4. Solo una ragione – 3:18 (testo: Marina Barone – musica: Alfio Santonocito, Silvio Amato, Bruno Bergonzi)
5. Cherchez la femme (Versione strumentale) – 3:43 (testo: Marina Barone – musica: Alfio Santonocito, Emanuele Pirrello) – su CD e musicassetta è presente una “versione mix” del brano della durata di 06’29’’

Durata totale: 18:45

## Formazione
- Marina Barone – voce
- Bruno Bergonzi – batteria, percussioni
- Silvio Amato – tastiera, pianoforte
- Claudio Calzolari – tastiera in Grazie amore
- Marcello Cosenza – chitarra elettrica
- Andrea Sacchi – chitarra acustica, chitarra classica
- Amedeo Bianchi – sax, clarino
- Emanuele Pirrello, Gisella Cozzo – cori

## Crediti
- Produzione Artistica ed Esecutiva: Bruno Barbone
- Arrangiamenti: Bruno Bergonzi, Silvio Amato
- Arrangiamenti in Grazie amore: Claudio Calzolari
- Fotografie e grafica cover: Mauro Balletti

## Videoclip estratti
- Cherchez la femme